# Grammonota coloradensis
Grammonota coloradensis är en spindelart som beskrevs av Charles Denton Dondale 1959. Grammonota coloradensis ingår i släktet Grammonota och familjen täckvävarspindlar. Inga underarter finns listade i Catalogue of Life.